# Villánykövesd
Villánykövesd (Duits: Gowisch) is een plaats (község) en gemeente in het Hongaarse comitaat Baranya. Villánykövesd telt 322 inwoners (2001).

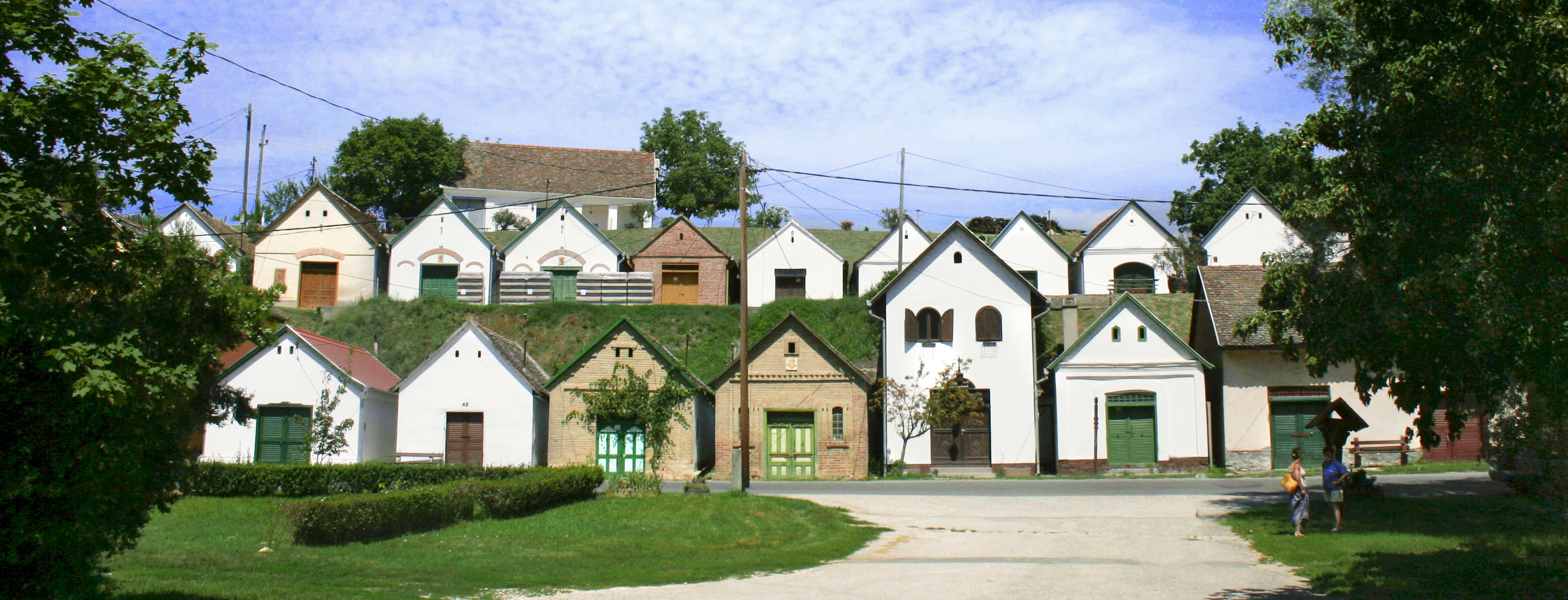
Kelderrijen in Villánykövesd